# Agenzia Zenit
L'Agenzia ZENIT è una agenzia di informazione internazionale no-profit che fornisce notizie riguardanti la Chiesa cattolica.
Obiettivo del servizio è quello di offrire una panoramica sulle attività della Santa Sede (documenti e interventi del Papa, viaggi apostolici), della curia romana, delle università pontificie e delle conferenze episcopali. Non manca uno sguardo sull'attualità internazionale e interviste a vari esponenti su tematiche riguardanti il mondo ecclesiale, culturale e politico. Particolare attenzione viene data a tematiche di particolare interesse cattolico quali la giustizia sociale, la difesa della famiglia, la bioetica, i diritti umani e la libertà religiosa.

## Storia
L'agenzia ZENIT è nata nel 1997 con servizi in lingua spagnola. Successivamente si sono aggiunte ulteriori lingue nel corso degli anni, fino ad arrivare alla attuale edizione che è disponibile in sette lingue: italiano, inglese, spagnolo, francese, tedesco, portoghese e arabo.
La testata è caratterizzata dal fatto di essere indipendente e no profit, formata da un gruppo di giornalisti sia volontari che professionisti.
Il servizio è offerto attraverso il sito internet e la newsletter. Molti servizi vengono poi ripresi e rilanciati da numerose testate e bollettini diocesani e parrocchiali sparsi in ogni parte del mondo.

Secondo le stime del sito, Zenit ha 520 000 iscritti alla mailing list, e i suoi articoli sono ristampati in circa 100 000 risorse del mondo dell'informazione.
Alcuni autori come Christopher West hanno citato articoli Zenit nelle loro pubblicazioni.

L'Agenzia Zenit, al tempo del direttore Jesús Colina, ha accreditato il sito Catholic-Hierarchy.org, fondato negli anni '90 e diretto da David M. Cheney, come un sito che fornirebbe un "servizio unico, silenzioso, a tutta la Chiesa".
Zenit lavora in collaborazione con le seguenti organizzazioni no profit: "Fundación ZENIT España" in Spagna, "Association ZENIT" in Francia, "ZENIT eV" in Germania, e "Asociacao ZENIT" in Brasile. Secondo quanto riferito da Zenit, i contenuti pubblicati nel sito sono curati da Innovative Media Inc., organizzazione no profit con sede a New York, e registrata ad Atlanta, in Georgia. Il presidente è Antonio Maza.
Zenit afferma di essere stato fondato e aiutato nei primi anni di vita da Aiuto alla chiesa che soffre, Conferenza Episcopale Italiana, e i Legionari di Cristo. 

Al 2007 si sosteneva con donazioni volontarie per il 75%, e per un 13% da istituzioni e benefattori.
Un'inchiesta del giornale liberale cattolico Commonweal ha dichiarato che l'agenzia Innovative Media è di fatto un organo di stampa dei Legionari di Cristo.